# Чин Пен

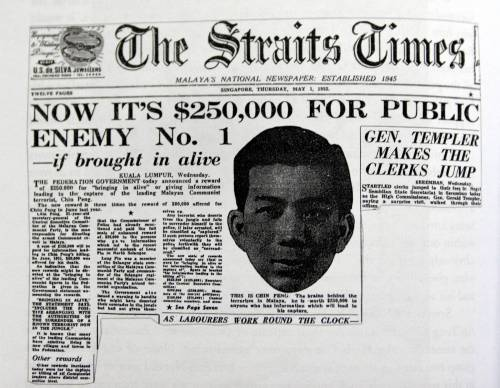
Передовица газеты The Straits Times с объявлением о вознаграждении за «врага государства № 1» Чин Пена (1952).

Чинь Пен (кит. 陳平 Чэнь Пин, малайск. Chin Peng, настоящее имя Ван Вэньхуа или Онг Буньхуа (кит. 王文華, малайск. Ong Boon Hua); 22 октября 1924 — 16 сентября 2013) — малайский революционер китайского происхождения, руководитель Малайской коммунистической партии и её вооружённых сил во время борьбы с японской агрессией, британским колониализмом и малазийским правительством.

## Биография
Из семьи китайских переселенцев из Фуцина. В школе сперва стал сторонником идей Сунь Ятсена и членом организации солидарности с китайским сопротивлением японской агрессии, а затем — революционером-коммунистом, собиравшимся отправиться в Яньань. Вступил в Коммунистическую партию Малайи (КПМ) в 1940 году в пятнадцатилетнем возрасте. Прервав образование из-за сокращений в школе и страха преследований британских колониальных властей, перебрался в Куала-Кангсар и Куала-Лумпур. Быстро включился в местные партийные комитеты и профсоюзные организации продавцов, домашней прислуги европейских семей, рабочих кирпичных заводов и парикмахеров в Пераке.
Во время японской оккупации сражался как антиколониальный партизан и возглавлял Малайскую народную антияпонскую армию. Выполнял функцию связного между ней и лордом Маунтбеттеном. В 1946 участвовал в параде Победы в Лондоне, награждён Бирманской звездой, Звездой 1939—1945 и Орденом Британской империи.
В 1948 году стал генеральным секретарём КПМ, которая в связи с объявлением чрезвычайного положения в стране ушла в джунгли.
За антибританское восстание в 1952 году был лишен офицерского Ордена Британской империи.
В 1955 году вёл с властями мирные переговоры, окончившиеся неудачей. Предположительно, с 1961 руководил деятельностью партии, находясь на территории КНР. С 1968 по 1989 год вёл вторую партизанскую кампанию против теперь уже независимого правительства Малайзии.
В 1989 году подписал с представителями правительств Малайзии и Таиланда соглашение о прекращении партией вооружённой борьбы. Проживал в Таиланде. Его просьба разрешить ему вернуться в Малайзию в 2005 отвергнута властями. О своей жизни рассказал в книге мемуаров «Мой взгляд на историю» (англ. My Side of History; 2003).
Чин считается одной из самых противоречивых политических фигур в истории Малайи. Его сторонники считали его ключевой фигурой в достижении независимости Малайи, тогда как недоброжелатели — идеологическим фанатиком и террористом.
Снятый в 2006 году документальный фильм «Последний коммунист» режиссёра Амира Мухамада о Чин Пене был запрещен к показу в Малайзии.
В марте 2013 года малайзийское телевидение по случаю 80-летия сухопутных сил Малайзии показало фильм режиссёра Нурхалима Хаджи Исмаила «Франджипани во дворе Чинь Пена» о борьбе армии против возглавляемой Чинь Пеном Компартии Малайи.